# 왕전초등학교
왕전초등학교는 대한민국 충청남도 논산시에 있는 공립 초등학교이다.

## 학교 연혁
- 1952년 5월 3일: 광석국민학교 왕전분교 개교

## 참고 자료
- 왕전초등학교 - 한국교육학술정보원 학교알리미